# Wilhelm Ferdinand Ermeler

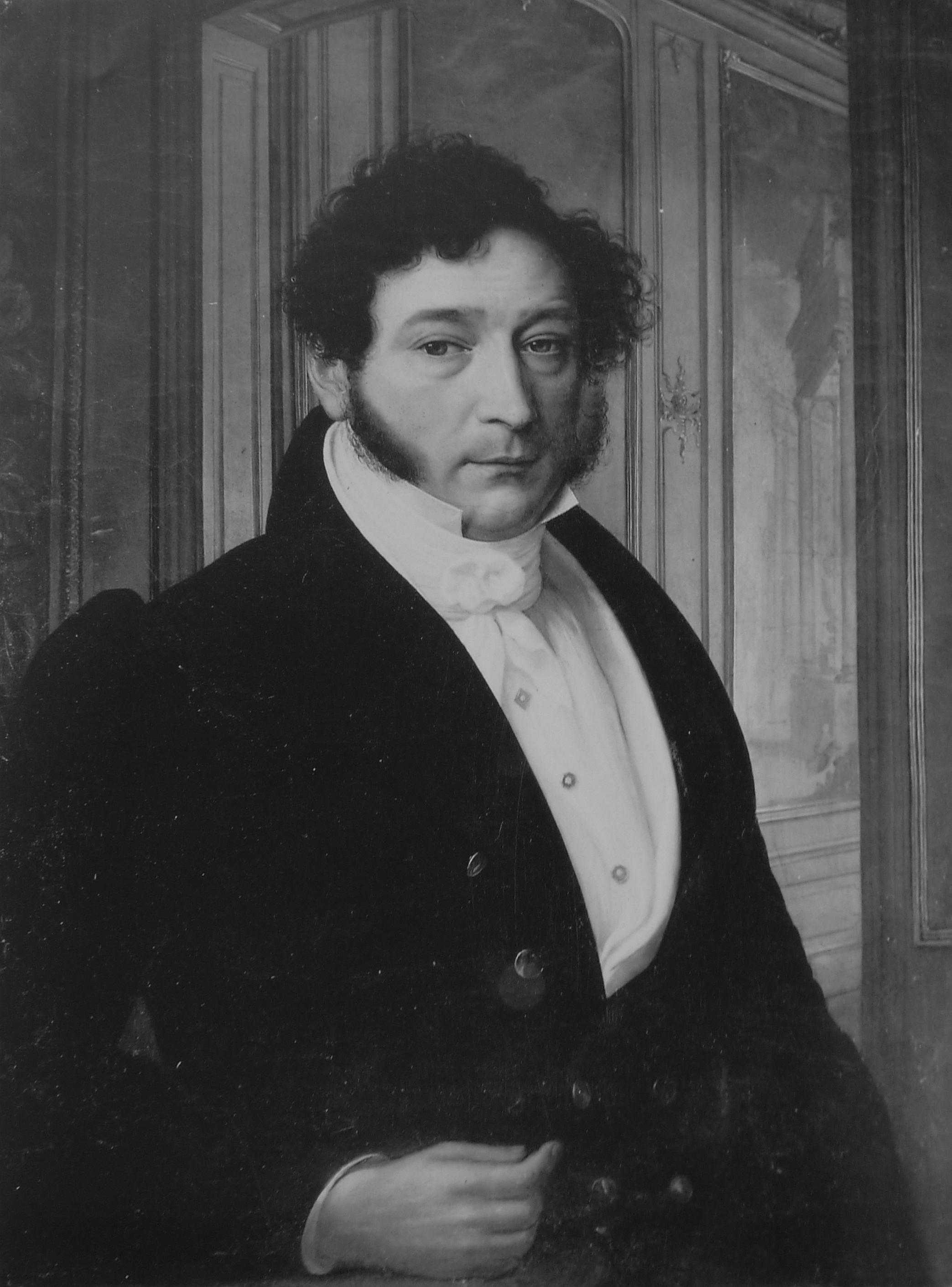
Wilhelm Ermeler; Porträt von Julius Schoppe, um 1834

Wilhelm Ferdinand Ermeler (* 6. Februar 1784 in Berlin; † 24. Juni 1866 ebenda) war ein deutscher Unternehmer.

## Leben
Sein Vater Christian Ermeler (1735–1793) war Besitzer einer Kattunfabrik in Berlin, die Mutter Friederike Amalia Ermeler geborene Crämer (1766–1848) war die Tochter eines Färbereibesitzers und  dritte Ehefrau. Nach etwa einem Jahr ließen sich die Eltern scheiden und der Vater heiratete ein viertes Mal. In dieser Ehe wurde die Halbschwester Caroline geboren, die später Malerin wurde. Der Junge wuchs bei der Großmutter auf.
1808 gründete Ermeler die Cigarren-, Rauch- und Schnupftabakfabrik Ermeler im Haus Mühlendamm 12/13 in Berlin. 1818 verlagerte er diese Manufaktur in das Haus Cölnischer Fischmarkt 6, das er für 9.000 Taler gekauft hatte. 1824 erwarb Ermeler von seinem Konkurrenten Johann Neumann das Grundstück Breite Straße 11 mit Wohn- und Fabrikgebäude für 40.000 Taler. Er war der bedeutendste Tabakfabrikant und Exporteur in Berlin mit Filialen an anderen Orten, z. B. in Schwedt (Ermelerspeicher).
Wilhelm Ermeler war seit seiner Jugend kunst- und kulturinteressiert. In seinem Haus lud er regelmäßig zu Abenden ein, mittwochs zu öffentlichen, sonntags zu geschlossenen Gesellschaften. Zum Bekanntenkreis gehörten Persönlichkeiten des Berliner Geschäfts-, Politik- und Kulturlebens wie der Gouverneur General Friedrich von Wrangel, die Staatsmänner Heinrich Friedrich von Itzenplitz und Rudolf von Auerswald, der Propst Daniel Amadeus Neander, der Bildhauer Christian Daniel Rauch und der Kunstkritiker Ludwig Rellstab. Wie schon Neumann verzichteten Ermeler und seine Nachfahren aus Liebe zum Berliner Rokoko auf modische Veränderungen des um 1760 eingerichteten Bürgerhauses. Sie pflegten und restaurierten es, bevor die Idee des Denkmalschutzes Jahrzehnte später öffentlich anerkannt wurde. Ermeler, auch durch Wohltätigkeitsveranstaltungen seines Hauses bekannt, wurde dadurch zum Retter des später als Ermelerhaus bezeichneten Gebäudes. Seine Nachkommen verkauften es an die Stadt Berlin, die es 1932 zu einem Heimatmuseum machte. Ermeler unterstützte Künstler auch finanziell. Noch mit 75 Jahren malte er Aquarelle. Er wurde vom preußischen Staat mit dem Ehrentitel eines Geheimen Kommerzienrats ausgezeichnet.

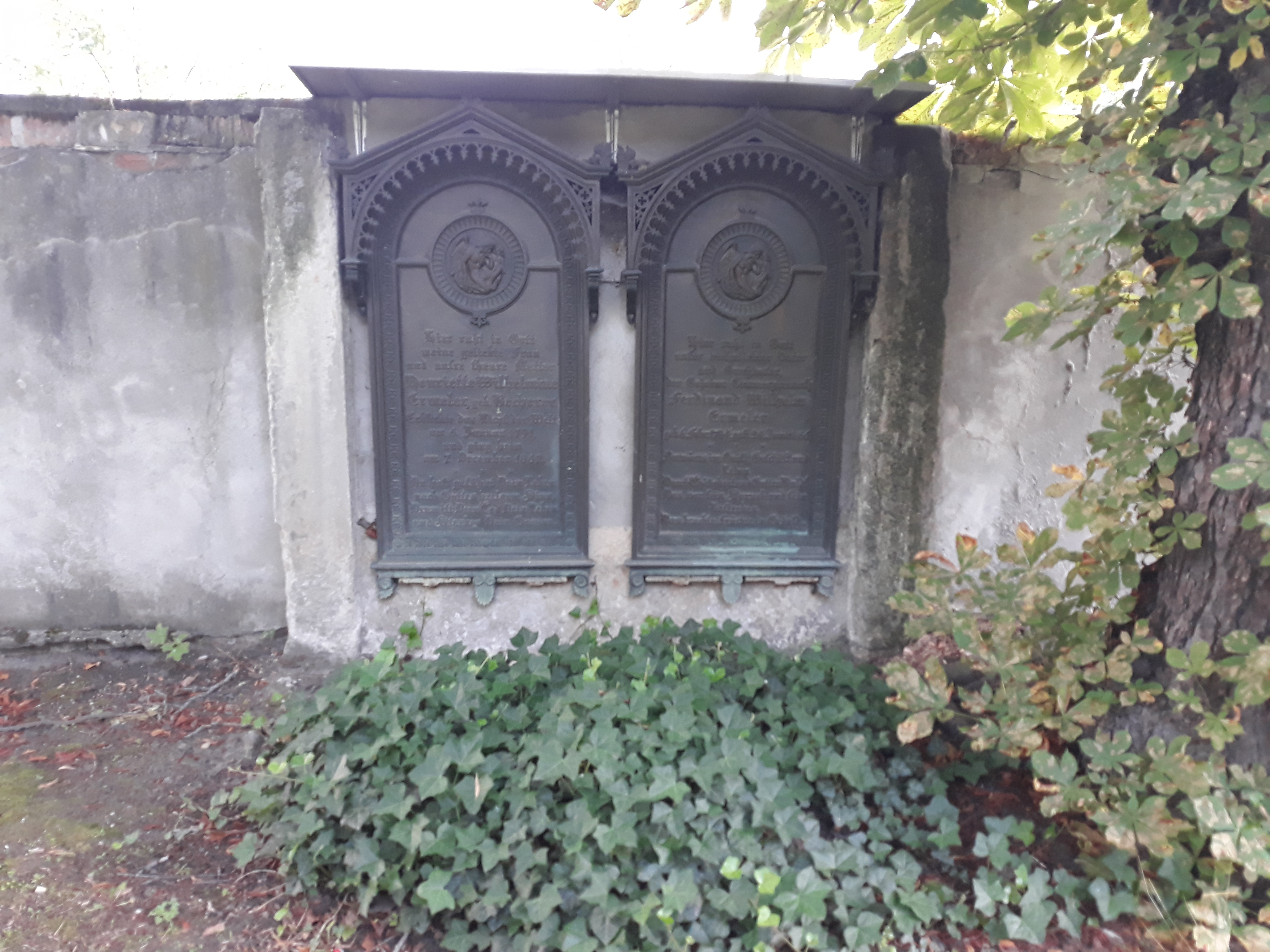
Grab von Wilhelm Ferdinand Ermeler und seiner Ehefrau Henriette geborene Becherer auf dem Evangelischen Friedhof St. Petri-Luisenstadt in Berlin

Unweit des ehemaligen Standorts des Ermelerhauses befand sich die große Barrikade des Märzaufstands in Berlin. Ermeler setzte sich für ein ehrenvolles Begräbnis der Opfer der Barrikadenkämpfe ein.

## Aufzeichnungen
- Tagebuch von 1805 bis 1809, mit Darstellung der persönlichen Entwicklung, aber auch Gedanken zum Zeitgeschehen und zu Kultur und Kunst
- Briefe aus Italien von 1860/1861, mit Reisebeobacbtungen und einem besonderen Interesse an den Kulturdenkmälern des Landes[4]

## Erinnerungsorte und Ehrungen
- Ermelerhaus, Märkisches Ufer 10 in Berlin; Nachbau des 1967 abgerissenen Wohnsitzes Ermelers an der Breiten Straße mit Originalteilen (Spolien) von 1761/1762.
- Ehrengrab  auf dem Friedhof St. Petri-Luisenstadt an der Friedenstraße in Berlin-Friedrichshain, Feld SW G4, mit Bronzeepitaphien an der Kirchhofsmauer für ihn und die Ehefrau[5]
- Ermelerspeicher in Schwedt (Oder), ehemaliger zweigeschossiger Tabakspeicher aus Ziegelstein-Mauerwerk zur Lagerung des aus der Umgebung angelieferten Tabaks, heute Hauptgebäude der Stadtbibliothek[6]
- Benennung der Ermelerstraße in Berlin von 1938 bis 1947, vorher und danach Straßmannstraße